# Municipio de Washington (condado de Harrison, Misuri)
El municipio de Washington (en inglés: Washington Township) es un municipio ubicado en el condado de Harrison en el estado estadounidense de Misuri. En el año 2010 tenía una población de 112 habitantes y una densidad poblacional de 1,2 personas por km².

## Geografía
El municipio de Washington se encuentra ubicado en las coordenadas 40°26′2″N 94°8′20″O / 40.43389, -94.13889. Según la Oficina del Censo de los Estados Unidos, el municipio tiene una superficie total de 93.44 km², de la cual 92,9 km² corresponden a tierra firme y (0,58 %) 0,55 km² es agua.

## Demografía
Según el censo de 2010, había 112 personas residiendo en el municipio de Washington. La densidad de población era de 1,2 hab./km². De los 112 habitantes, el municipio de Washington estaba compuesto por el 99,11 % blancos, el 0,89 % eran afroamericanos. Del total de la población el 0 % eran hispanos o latinos de cualquier raza.